# بنشوف ناد پلووتشنیتسی
بنشوف ناد پلووتشنیتسی (به چکی: Benešov nad Ploučnicí) یک منطقهٔ مسکونی در جمهوری چک است که در ناحیه دیتشین واقع شده‌است. بنشوف ناد پلووتشنیتسی ۴٬۰۵۶ نفر جمعیت دارد.

## خواهرخوانده
شهر هایدهناو (زاکسن) خواهرخواندهٔ بنشوف ناد پلووتشنیتسی هست.